# Мільгама
Мільгамма — комбінований лікарський засіб. Містить вітаміни B1, B6 і B12, а також лідокаїн. Має аналгетичну дію, покращує кровопостачання, стимулює регенерацію нервової тканини, покращує проведення нервового імпульсу.

## Фармакодинаміка
Нейротропні вітаміни групи В чинять сприятливу дію при запальних і дегенеративних захворюваннях нервів і рухового апарату, у високих дозах мають аналгетичну дію, сприяють посиленню кровообігу та нормалізують роботу нервової системи і процес кровотворення.

## Показання

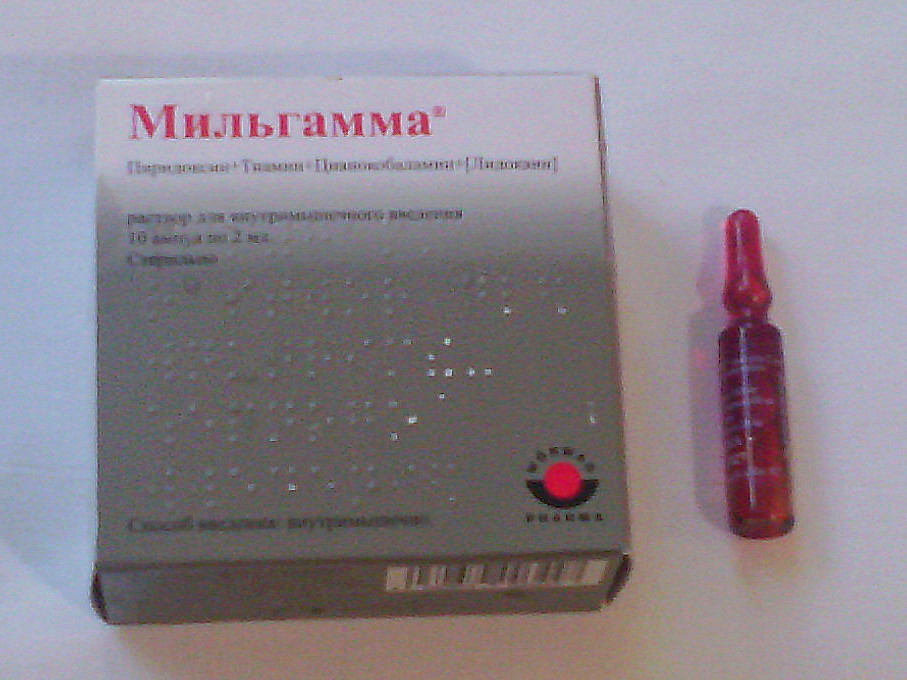
Мільгамма в ампулах

Захворювання нервової системи різного походження:
- нейропатія (діабетична, алкогольна та ін);
- неврит і поліневрит, в тому числі ретробульбарний неврит;
- периферичні парези, в тому числі лицьового нерва;
- невралгія, в тому числі трійчастого нерва і міжреберних нервів;
- больовий синдром (корінцевий, міалгія, оперізуючий герпес).

## Протипоказання
- гіперчутливість (у тому числі до окремих компонентів);
- важкі і гострі форми декомпенсованої серцевої недостатності;
- період новонародженості (особливо недоношені діти) (р-н д/ін).

## Побічні дії
Пітливість, тахікардія, вугровий висип, інші системні реакції , алергічні реакції: шкірний висип, кропив'янка, свербіж, бронхоспазм, набряк Квінке, анафілактичний шок.

## Взаємодія
Тіамін повністю розпадається в розчинах, що містять сульфіти. Інші вітаміни інактивуються в присутності продуктів розпаду вітаміну B1. Леводопа знижує ефект терапевтичних доз вітаміну B6.
Можлива взаємодія з циклосерином, D-пеніциламіном, адреналіном, норадреналіном, сульфонамідами.
Несумісний з окислювально-відновлювальними речовинами, а також з фенобарбіталом, рибофлавіном, бензилпеніциліном, глюкозою, метабісульфітом, солями важких металів. Мідь прискорює розпад тіаміну, крім того, тіамін втрачає свою дію при pH більше 3.

## Спосіб застосування та дози
Внутрішньом'язово (глибоко). У тяжких випадках і при гострому болю для швидкого підвищення рівня препарату в крові необхідна одна ін'єкція (2 мл) в день. Після того, як пройде загострення та при легких формах захворювання необхідна 1 ін'єкція 2-3 рази в тиждень. В подальшому для продовження лікування приймають по 1 драже Мільгамма® композитум щодня протягом 2-3 тижнів.